# Bigote Arrocet
Edmundo Arrocet von Lohse, (Buenos Aires, 29 de novembre de 1949), conegut artísticament com a Bigote Arrocet, és un humorista xilè d'origen argentí. Fill de pare i mare hispanoalemanya, va viure a l'Argentina durant 11 anys, edat a la qual es va traslladar a Xile. Va estar casat amb Gabriela Velasco Vergara, destacada presentadora i animadora de la televisió xilena, amb la qual hi va tenir fills.
Va ser als vint anys quan va triomfar al Festival Internacional de la Cançó de Vinya del Mar com a cantant, compartint escenaris amb els millors vocalistes de la seva generació, com ara Joan Manuel Serrat o Julio Iglesias. Va saltar a la fama per segona vegada a Espanya amb el seu personatge de mexicà al programa Un, dos, tres... responda otra vez, des de 1977 fins a 1988.